# Megarhyssa laniaria
Megarhyssa laniaria är en stekelart som först beskrevs av Vollenhoven 1873.  Megarhyssa laniaria ingår i släktet Megarhyssa och familjen brokparasitsteklar. Inga underarter finns listade i Catalogue of Life.